# Henri Heintz
Henri Heintz (ur. 17 lipca 1946 w Reims) – francuski kolarz szosowy, brązowy medalista mistrzostw świata.

## Kariera
Największy sukces w karierze Henri Heintz osiągnął w 1965 roku, kiedy wspólnie z Gérardem Swertvaegerem, Claude’em Lechatellierem i André Desvagesem zdobył brązowy medal w drużynowej jeździe na czas na mistrzostwach świata w San Sebastián. Był to jednak jedyny medal wywalczony przez niego na międzynarodowej imprezie tej rangi. W tej samej konkurencji Francuzi z Heintzem w składzie zajęli też szóste miejsce na rozgrywanych dwa lata później mistrzostwach świata w Heerlen. Ponadto w 1965 roku był trzeci w Tour de l'Yonne, rok później drugi w Grand Prix de France, a w 1970 roku zajął trzecie miejsce w Czterech Dniach Dunkierki. Nigdy nie wystąpił na igrzyskach olimpijskich. Jako zawodowiec startował w latach 1968-1971.